# Sonnenheiligtum des Userkaf

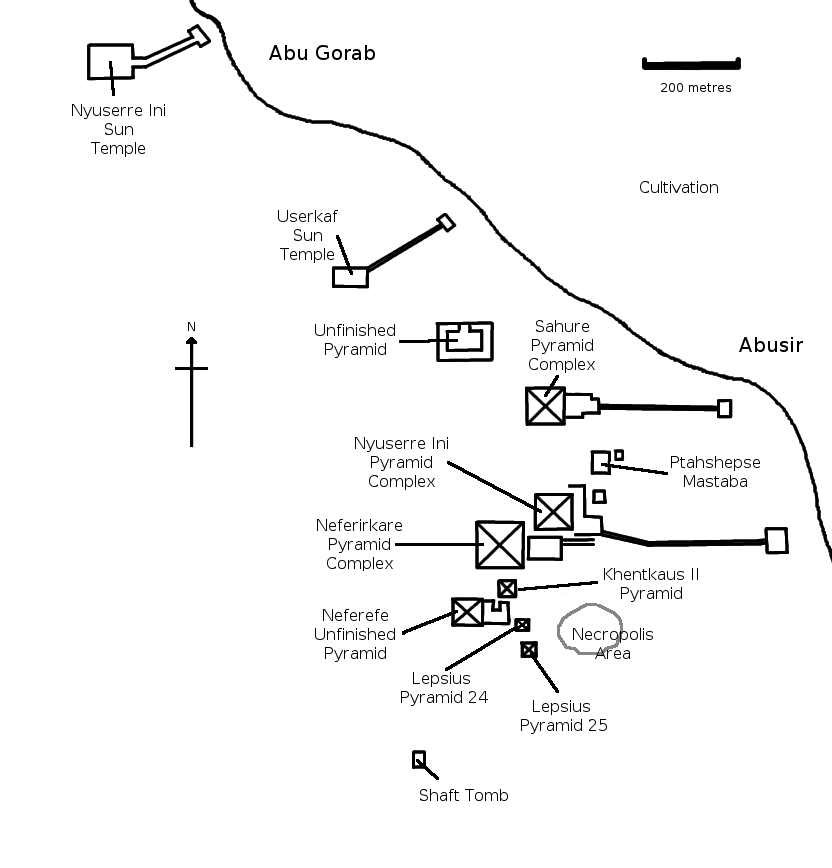
Die Nekropole von Abusir

Das Sonnenheiligtum des Userkaf ist ein in Abusir gelegenes altägyptisches Tempel-Bauwerk aus der Zeit der 5. Dynastie, welches unter dem König (Pharao) Userkaf erbaut wurde, der etwa von 2500 bis 2490 v. Chr. regierte. Es ist neben dem Sonnenheiligtums des Niuserre das einzige der insgesamt sechs Exemplare dieses Tempeltyps, welches bisher archäologisch nachgewiesen wurde.

## Forschungsgeschichte
Das Sonnenheiligtum wurde 1842 durch die Expedition von Karl Richard Lepsius entdeckt und kurz beschrieben. Dieser hielt das Bauwerk zuerst für eine Pyramide und gab ihr die Nummer XVII auf seiner Pyramidenliste. Eine weitere Untersuchung führte zu Beginn des 20. Jahrhunderts Ludwig Borchardt im Zuge seiner Grabungen am benachbarten Pyramidenbezirk des Sahure durch. Die bislang ausführlichste Erforschung des Heiligtums erfolgte in den 1950er Jahren unter Leitung von Herbert Ricke.

## Bauumstände
Userkaf begründete (etablierte) mit seinem Sonnenheiligtum einen völlig neuen Tempeltyp, den nach ihm noch fünf weitere Herrscher der 5. Dynastie aufgreifen sollten. Der Grund hierfür scheint ein Wandel im religiösen Weltbild gewesen zu sein, das nun nicht mehr den König als zentralen Weltgott hatte, sondern den Sonnengott Re (Ra). Der König wurde nur noch als dessen Sohn angesehen. Dies bedingte auch einen Wandel im königlichen Totenkult. Das Sonnenheiligtum bildete mit seiner westlichen Ausrichtung eine Kultstätte für den untergehenden (d. h. sterbenden) Sonnengott und war somit ein Teil der königlichen Pyramidenanlage – wenn auch zwischen beiden zum Teil erhebliche räumliche Distanzen lagen. Beide Bauwerke gemeinsam sollten dem König die Jenseitsreise und die Vereinigung mit seinem göttlichen Vater ermöglichen.
Aufgrund der Verbindung zur Pyramidenanlage ähnelt das Sonnenheiligtum einer solchen teilweise in seinem Aufbau. So besitzt es einen Taltempel, einen Aufweg und einen oberen Tempel (welcher bei Pyramidenanlagen dem Totentempel entspricht). Weitere Ähnlichkeiten existieren allerdings nicht und die Gesamtkonzeption des Heiligtums unterscheidet sich deutlich von einer Pyramidenanlage.

## Das Sonnenheiligtum

Sonnenheiligtum des Userkaf und Taltempel
1 = Obelisk
2 = Obeliskensockel
3 = Statuenschreine
4 = Altar
5 = Bänke
6 = Nebenbau
7 = Aufweg
8 = Taltempel

### Taltempel und Aufweg
Der Taltempel des Userkaf-Heiligtums weist keine Orientierung nach den Himmelsrichtungen auf, was für eine ägyptische Tempelanlage höchst ungewöhnlich ist. Er besitzt einen rechteckigen Grundriss und gliedert sich in vier Abschnitte: Eine Vorkammer, einen Mittelteil, einen offenen Pfeilerhof und einen Bereich mit sieben Nischen.
Ebenfalls ungewöhnlich ist der Aufweg, da er sich weder auf der Hauptachse des Taltempels noch auf der des oberen Tempels befindet. Gewisse bauliche Ähnlichkeiten bestehen zu den Aufwegen der Grabanlagen von Userkafs Vorgängern Mykerinos und Schepseskaf.

### Obeliskentempel
Den zentralen Bestandteil des Heiligtums bildete der ostwestlich ausgerichtete obere Tempel, in dessen westlicher Hälfte einst ein Obelisk aus rotem Granit stand, der aber heute nur noch in Bruchstücken erhalten ist. Dieser Tempel wurde in insgesamt vier Bauphasen errichtet, die sein Aussehen erheblich veränderten. So wurde der ursprünglich quadratische Grundriss zu einem rechteckigen ausgebaut. östlich vor dem Obelisken befand sich ein Opferaltar für den Sonnengott, südlich und nördlich davon standen zwei Schreine, wahrscheinlich für Statuen des Re und der Hathor. Weitere Bestandteile des Tempels waren Magazinräume. Das Heiligtum war von einer Mauer umgeben, welche abgerundete Ecken besaß. Ob letzteres lediglich bautechnisch bedingt war oder ob eine symbolische Darstellung des Urhügels vorliegt, ist bisher nicht bekannt.
Bis heute nicht eindeutig geklärt ist die Frage, ob der Obelisk Teil der ursprünglichen Konzeption des Sonnenheiligtums war oder ob er erst in einer der späteren Bauphasen von einem Nachfolger Userkafs errichtet wurde. Letzteres wurde von Ricke aufgrund kursivhieroglyphischer Schreibungen des Namens des Heiligtums angenommen, bei der das Determinativ nur als Pyramidenstumpf mit einem oben verdickten Strich anstelle des Obelisken dargestellt ist. Ricke glaubte deshalb, dass in der ersten Bauphase auf dem Pyramidenstumpf nur eine Holzstange stand, an deren Ende eine goldene Scheibe befestigt war. Rickes Rekonstruktion ist in der Forschung mehrfach angezweifelt worden, jedoch scheint ein Vergleich sämtlicher Schreibweisen des Namens von Userkafs Heiligtum nahezulegen, dass es eine frühe Bauphase ohne und eine spätere mit Obelisken gab.

## Statuenfunde

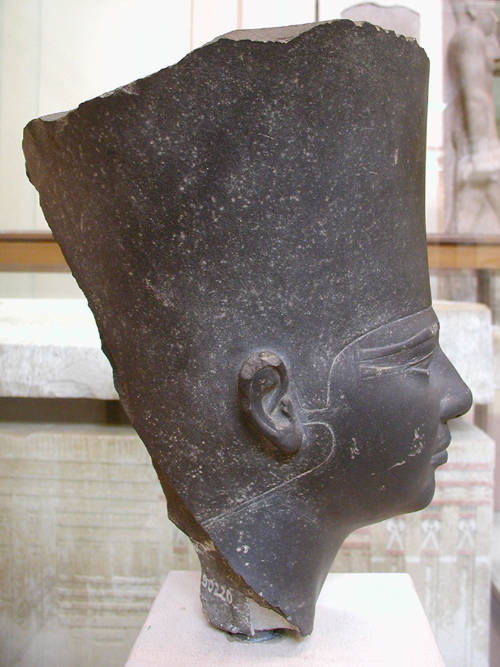
Kopf einer Statue des Userkaf aus seinem Sonnenheiligtum; Ägyptisches Museum, Kairo

Im Userkaf-Heiligtum wurden die Reste mehrerer Statuen des Königs gefunden. Die bedeutendste von ihnen wurde von Ricke außerhalb des Taltempels entdeckt und befindet sich heute im ägyptischen Museum von Kairo (Inventar-Nr. JE 90220). Er besteht aus Grauwacke und misst 45 × 26 × 25 cm. Der König ist bartlos dargestellt und trägt auf dem Kopf die rote Krone Unterägyptens. Der Ausgräber Herbert Ricke nahm ursprünglich an, es handle sich um ein Bildnis der Göttin Neith, die ebenfalls auf diese Weise dargestellt wurde. Später wurden allerdings Reste eines mit schwarzer Farbe aufgemalten Schnurrbartes ausgemacht, wodurch eindeutig bestätigt wurde, dass es sich um die Statue eines Königs handelt.
Weitere Statuenfunde aus dem Userkaf-Heiligtum sind kleinere Fragmente aus Kalkstein, Granit und rotem Sandstein, die bereits 1907 von Ludwig Borchardt entdeckt wurden. Ein weiteres Stück aus Alabaster gehörte ursprünglich zu einer fast lebensgroßen Statue. Es zeigt Mund und Kinn des Königs und befindet sich heute im Ägyptischen Museum in Berlin (Inventar-Nr. 19774).